# الجائزة (محافظة أضم)
الجائزة قرية سعودية، ومركز يتبع محافظة أضم بمنطقة مكة المكرمة.